# Percival R. Kirby
 Percival Robson Kirby  (* 17. April 1887 in Aberdeen, Schottland; † 7. Februar 1970 in Grahamstown, Südafrika) war ein britisch-südafrikanischer Musikwissenschaftler, Komponist, Dirigent und Hochschullehrer, der mit musikethnologischen Arbeiten zur traditionellen Musik Südafrikas hervorgetreten ist.

## Leben und Werk
Kirby wurde 1887 in Aberdeen in Schottland geboren. Er studierte Philosophie und Biologie an der University of Aberdeen. Nach seinem Studium am Royal College of Music in London übersiedelte er 1914 nach Südafrika, wo er zunächst als Musikorganisator am Natal Education Department arbeitete. 1921 trat er der University of the Witwatersrand (damals University College) in Johannesburg bei, beauftragt mit der Gründung eines Music Departments, das er von 1923 bis 1952 leitete. Bald nach seiner Ankunft in Südafrika begann er, die Musik der südafrikanischen Bevölkerung zu studieren und aufzuzeichnen, und plädierte dafür, diese in südafrikanischen Schulen detailliert zu studieren. Seine intensivste Forschungszeit war in den 1930er Jahren, als er auf seinen Reisen Feldstudien durchführte, um eine umfassende Sammlung südafrikanischer Musikinstrumente zusammenzutragen, die Musik auf Wachszylindern aufzunehmen und seine Beobachtungen zu skizzieren. Nach 33 Jahren an der Universität wurde er emeritiert.
Sein Opus magnum The Musical Instruments of the Native Races of South Africa („Die Musikinstrumente der einheimischen Rassen Südafrikas“) erschien 1934 in London bei der Oxford University Press (Nachdruck 1953) und 1965 in zweiter Auflage unverändert bei der Witwatersrand University Press in Johannesburg. Dieser Verlag brachte 2013 eine dritte Auflage mit einem geänderten Titel (The musical instruments of the indigenous people of South Africa) und neuem Vorwort heraus.
Für die erste Auflage der Musik in Geschichte und Gegenwart (MGG 1) verfasste Kirby die Artikel Bantu (Band 2, 1952), Buschmann- und Hottentottenmusik (Band 2, 1952) und Südafrika (Band 12, 1965).
1937 wurde er zum Mitglied (Fellow) der Royal Society of Edinburgh gewählt.

## Publikationen (Auswahl)
- The Musical Instruments of the Native Races of South Africa. Oxford University Press, London 1934
- als Herausgeber: Andrew Smith and Natal. Documents relating to the early history of that province. Cape Town 1955
- als Herausgeber: The Diary of Dr. Andrew Smith, director of the Expedition for Exploring Central Africa 1834–1836. In 2 Bänden. The Van Riebeeck Society, Cape Town 1939
- The Kettle-Drums. A book for composers, conductors and kettle-drummers.  1930
- The reed-flute ensembles of South Africa: A study in South African native music.  1933
- A secret musical instrument;: The ekola of the Ovakuanyama of Ovamboland. 1942
- The true story of the 'Grosvenor', East Indiaman, wrecked on the coast of Pondoland, South Africa on 4 August 1782. 1960
- Wits end. An unconventional autobiography.  1967